# Lion van Minden
Lion van Minden (Amsterdam, 10 juni 1880 - Auschwitz, 6 september 1944) was een Nederlands schermer en militair.
Van Minden, die van joodse komaf was, was lid van de Koninklijke Officiers Schermbond in Den Haag. Hij nam deel aan de Olympische Zomerspelen in 1908. Van Minden kwam in de Tweede Wereldoorlog om in concentratiekamp Auschwitz.